# Steven Mijnsbergen
Steven Mijnsbergen is een oud Nederlands korfballer en korfbalcoach. Hij was coach bij verschillende Korfbal League clubs en was ook bondscoach van het Belgisch korfbalteam. In 2005 werd Mijnsbergen verkozen tot Coach van het Jaar in de Korfbal League.

## Speler
Mijnsbergen speelde zelf bij KV Die Haghe en HKC ALO, allebei uit Den Haag. Hij moest echter op vervroegd stoppen vanwege blessureleed.

## Coach
Na zijn carrière als speler is Mijnsbergen gaan coachen. Hij begon bij VEO uit Voorburg, maar in 2001 begon hij op 33-jarige leeftijd aan het grote werk, namelijk KV Die Haghe.

### Die Haghe
In 2001 ging Mijnsbergen aan de slag bij KV Die Haghe, de ploeg die net in 2000 zowel veld- als zaalkampioen was geworden. Het team was op zijn piek en Mijnsbergen kreeg de taak om dit voort te zetten.
Hij verving op dat moment coach Hans Leeuwenhoek. In zijn eerste seizoen, 2000-2001, won hij met de ploeg de Europacup.
Vooral 2001-2002 was een groot succes. Die Haghe won de zogenaamde dubbel, want het werd kampioen in de zaal en op het veld. In 2003 won Die Haghe wederom de Europacup. Na 3 seizoenen ging Mijnsbergen weg bij Die Haghe.

### PKC
In 2004 stapte Mijnsbergen over naar het grote PKC uit Papendrecht. De ploeg was net veldkampioen geworden en had ook de zaalfinale gespeeld. Feitelijk kwam Mijnsbergen dus in dezelfde situatie terecht als in 2001 bij Die Haghe ; hij mocht de goede club op niveau houden.
Mijnsbergen nam het bij PKC over van interim coach Peter van Drimmelen. Zijn eerste seizoen 2004-2005 was een groot succes. Net als bij Die Haghe won hij de dubbel ; PKC werd in 2005 namelijk zaal en veldkampioen. Daarnaast won het in 2006 ook de Europacup en wederom de veldtitel.

### De periode na Die Haghe en PKC
Na 3 seizoenen bij PKC begon Mijnsbergen aan een aantal andere coachingsavonturen. Zo was hij van 2007 t/m 2010 coach bij KVS. Helaas degradeerde hij met KVS in zijn eerste seizoen uit de Korfbal League. Het lukte hierna niet meer om terug te promoveren. Van 2010 t/m 2014 was hij coach bij Avanti en van 2015 t/m 2016 bij Sporting Delta.

### Bondscoach België
In 2016 kreeg Mijnsbergen een mooie kans. Hij werd door de Belgische korfbalbond KBKB benaderd om de bondscoach van België te worden.
Hij ging vertrekkend bondscoach Detlef Elewaut vervangen en zijn missie was helder ; hij moest het gat met het Nederlands korfbalteam verkleinen.
Helaas strandde dit avontuur in 2017. Tijdens de World Games van 2017 verloor België van Chinees Taipei in de halve finale, waardoor België voor het eerst in de geschiedenis van de World Games niet in de korfbalfinale stond.
De Belgische bond vond dit teleurstellende resultaat voldoende reden om de samenwerking af te sluiten.

## Erelijst als Coach
- Nederlands kampioen zaalkorfbal, 2x (2002, 2005)
- Nederlands kampioen veldkorfbal, 3x (2002, 2005, 2006)
- Europacup zaalkorfbal kampioen, 3x (2001, 2003, 2006)
- Coach van het Jaar, 2004-2005